# Phryxe diligens
Phryxe diligens là một loài ruồi trong họ Tachinidae.